# Anders Refn
Anders Refn (* 8. April 1944 in Dänemark) ist ein dänischer Filmeditor, Regisseur und Drehbuchautor.

## Leben
Seine Karriere im Filmgeschäft begann Refn als Regieassistent in den späten 1960er Jahren. Parallel dazu war er auch als Filmeditor tätig. 1976 dreht er mit Strømer seinen ersten Spielfilm als Regisseur und inszenierte später in seiner Karriere mehrere Episoden der TV-Serie Taxi (1997/1998).
2004 erhielt Refn für sein Schaffen die Bodil als Ehrenpreis. Bisher wurde er drei Mal mit dem Robert als bester Editor ausgezeichnet: 1987, 1997 sowie 2010.
Als Editor und Regieassistent arbeitet Refn seit mehreren Jahren mit Lars von Trier zusammen.
Sein 1970 geborener Sohn Nicolas Winding Refn ist als Regisseur und Drehbuchautor tätig.

## Filmografie (Auswahl)

### Als Editor
- 1996: Breaking the Waves
- 2003: Kim und die Wölfe (Ulvesommer)
- 2004: Populärmusik aus Vittula (Populärmusik från Vittula)
- 2004: Niceland (Population. 1.000.002)
- 2008: Max Manus
- 2009: Antichrist
- 2011: ID:A – Identität anonym (ID:A)
- 2014: 1001 Gramm
- 2014: Operation Arktis
- 2017: The Party
- 2021: The Middle Man

### Als Regisseur
- 1976: Strømer
- 1978: Der Baron (Slægten)
- 1985: Die fliegenden Teufel (De flyvende djævle)
- 1993: Schwarze Ernte (Black Harvest)